# Philip Moscoso

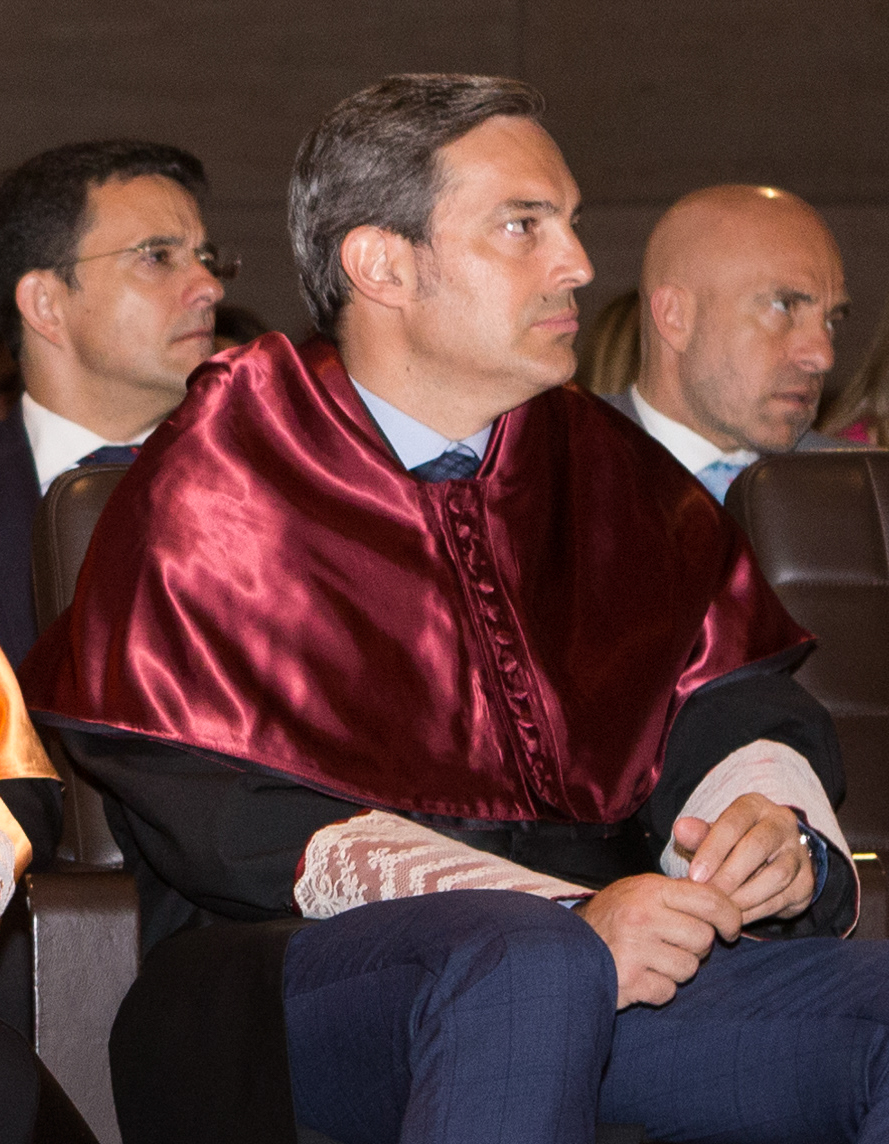
Philip Moscoso (2018)

Philip Moscoso (* 14. August 1972 in St. Gallen, Schweiz) ist ein Schweizer Hochschullehrer. 

## Werdegang und Forschung
Philip Moscoso absolvierte die IESE Business School sowie Executive Education-Programme an der Harvard Business School. Er erlangte sein Diplom als Ingenieur und seinen Doktortitel in Betriebs- und Produktionswissenschaften an der ETH Zürich. Anschließend war er für Bain & Co. sowie KPMG tätig und folgte dann dem Ruf an den Lehrstuhl für „Exzellenz im Kundenservice“ an der  IESE Business School.
Seit 2004 ist er ordentlicher Professor im Departement für Operations & Technology Management und seit 2020 ist er Associate Dean for Executive Education und Mitglied des Executive Committee der IESE Business School. Professor Moscoso ist zudem Gastprofessor an der China Europe International Business School. Zusätzlich hat er Beratungs- und Aufsichtsratsmandate für Unternehmen inne.
Seine Forschung analysiert, wie die Exzellenz und Innovation der Operation eines Unternehmens (d. h. die Ausführung aller der zur Wertschöpfung notwendigen Aktivitäten) eine entscheidende Quelle für dessen Wettbewerbsfähigkeit sein können.
Moscoso veröffentlichte zahlreiche Fachbeiträge u. a. in internationalen Zeitschriften und Wirtschaftszeitungen sowie Fallstudien und Technical Notes. Er gewann zwei Mal den Preis der EFMD für die beste Fallstudie. Seine Forschungsarbeiten werden regelmässig in internationalen Medien zitiert und er wurde darüber auch im Fernsehen,,Radio und Wirtschaftszeitungen befragt.

## Publikationen (Auswahl)
- Integrales Management der Produktion, wvb, Berlin, 2004, ISBN 3-86573-015-9
- Operations Management for Executives. Realize the Full Potential of Your Company, McGraw-Hill, 2017[17]
- mit Enrique Flores, Francisco Vazques: The HP Helion Proposal: To Migrate or Not to Migrate to the Cloud, That Is the Question.[18] IESE Business Case P-1140-E, Preisträger des EFMD best case Award 2015[19]